# Festival du cinéma russe à Honfleur 2015
Le Festival du cinéma russe à Honfleur 2015, 23e édition du festival, s'est déroulé du 24 novembre 2015 au 29 novembre 2015.

## Déroulement et faits marquants
Le 28 novembre 2015, le palmarès est dévoilé. Les films 14 ans, premier amour (14+) d'Andrei Zaitsev et Sans commentaire d'Artem Temnikov remportent le prix du meilleur film,.

## Jury
- Stéphane Freiss (président du jury), acteur
- Mei-Chen Chalais, productrice
- Mylène Demongeot, actrice
- Hervé Korian, scénariste
- Frédéric Niedermayer, producteur
- Olivier Orban, éditeur, écrivain
- Anna Sigalevitch, actrice, pianiste
- Robert Sender, journaliste

## Sélection

### En compétition
- Adieu Moskvabad de Daria Poltoratkaia
- Frère Deyan de Bakour Bakouradzé
- Insight d'Alexandre Kott
- Les Mouettes d'Ella Manzheeva
- Norveg d'Alena Zvantsova
- 14 ans, premier amour (14+) d'Andreï Zaïtsev
- Sans commentaire d'Artem Temnikov
- La Trouvaille de Viktor Dement

### Panorama
- La bataille pour Sébastopol (Битва за Севастополь) de Sergueï Mokritskiy
- Bataillon de Dmitri Meskhiev
- Le Carrosse vert d'Oleg Assadouline
- Le Fantôme d'Aleksandr Voytinskiy
- Le Syndrome de Petrouchka d'Elena Hazanova

### Rétro dans le métro
- Je m'balade dans Moscou (Я шагаю по Москве) de Gueorgui Danielia
- Quand passent les cigognes (Летят журавли) de Mikhaïl Kalatozov
- Subwave (Метро) d'Anton Meguerditchev
- Le Temple souterrain du communisme d'Igor Minaiev

### Avant-premières
- La Robe bleue d'Igor Minaiev
- Chant d'hiver d'Otar Iosseliani

## Palmarès
- Prix du meilleur film : 14 ans, premier amour (14+) d'Andrei Zaitsev et Sans commentaire d'Artem Temnikov
- Prix du meilleur scénario : Insight d'Alexandre Kott
- Prix du meilleur acteur : Alexeï Gouskov, pour son rôle La trouvaille et Jawahir Zakirov pour son rôle Adieu Moskvabad
- Prix de la meilleure actrice : Maria Machkova, pour son rôle dans Adieu Moskvabad
- Prix du meilleur premier film : La Trouvaille de Viktor Dement
- Prix du public : La Trouvaille de Viktor Dement